# Айзкраукльский край
А́йзкраукльский край (латыш. Aizkraukles novads) — административно-территориальная единица в Латвии, в регионах Селия и Видземе. Край состоит из 18 волостей и городов Яунелгава, Кокнесе, Плявиняс и Айзкраукле, который является центром края. Граничит с Бауским, Огрским, Мадонским и Екабпилсским краями.
Край был образован в 2001 году в составе Айзкраукльского района. С 1 июля 2009 года, после упразднения районного деления, является самостоятельной административной единицей в составе Латвии. Первоначально состоял из Айзкраукльской волости и города Айзкраукле. Площадь края составляла 102,3 км².
После административно-территориальной реформы Латвии 2021 года к краю были присоединены город Плявиняс и три волости из упразднённого Плявинского края, город Кокнесе и три волости из упразднённого Кокнесского края, город Яунелгава и шесть волостей из упразднённого Яунелгавского края, четыре волости из упразднённого Неретского края и Скриверский край, преобразованный в одноимённую волость. Площадь обновлённого края составила 2274,3 км².

## Население
| Годы      | 2009   | 2010   | 2022   |
| --------- | ------ | ------ | ------ |
| Население | 10 080 | 10 043 | 30 609 |

### Национальный состав
Национальный состав населения края по итогам переписи населения Латвии 2011 года был распределён таким образом:
| Национальность | Численность, чел. (2011) | %        |
| -------------- | ------------------------ | -------- |
| Латыши         | 6243                     | 69,49 %  |
| Русские        | 1945                     | 21,65 %  |
| Белорусы       | 291                      | 3,24 %   |
| Украинцы       | 175                      | 1,95 %   |
| Поляки         | 113                      | 1,26 %   |
| Литовцы        | 119                      | 1,32 %   |
| Другие         | 98                       | 1,09 %   |
| всего          | 8984                     | 100,00 % |

## Территориальное деление
- Айвиекстская волость (латыш. Aiviekstes pagasts)
- город Айзкраукле (латыш. Aizkraukles pilsēta)
- Айзкраукльская волость (латыш. Aizkraukles pagasts)
- Бебрская волость (латыш. Bebru pagasts)
- Виеталвская волость (латыш. Vietalvas pagasts)
- Даудзесская волость (латыш. Daudzeses pagasts)
- Залвская волость (латыш. Zalves pagasts)
- Иршская волость (латыш. Iršu pagasts)
- Клинтайнская волость (латыш. Klintaines pagasts)
- город Кокнесе (латыш. Kokneses pilsēta)
- Кокнесская волость (латыш. Kokneses pagasts)
- Маззалвская волость (латыш. Mazzalves pagasts)
- Неретская волость (латыш. Neretas pagasts)
- Пилскалнская волость (латыш. Pilskalnes pagasts)
- город Плявиняс (латыш. Pļaviņu pilsēta)
- Серенская волость (латыш. Sērenes pagasts)
- Сецская волость (латыш. Seces pagasts)
- Скриверская волость (латыш. Skrīveru pagasts)
- Стабурагская волость (латыш. Staburaga pagasts)
- Сунакстская волость (латыш. Sunākstes pagasts)
- город Яунелгава (латыш. Jaunjelgavas pilsēta)
- Яунелгавская волость (латыш. Jaunjelgavas pagasts)

## Достопримечательности
- Одензее — дворцово-замковый комплекс XIX века в неоготическом стиле.